# バーミンガムピープルムーバ

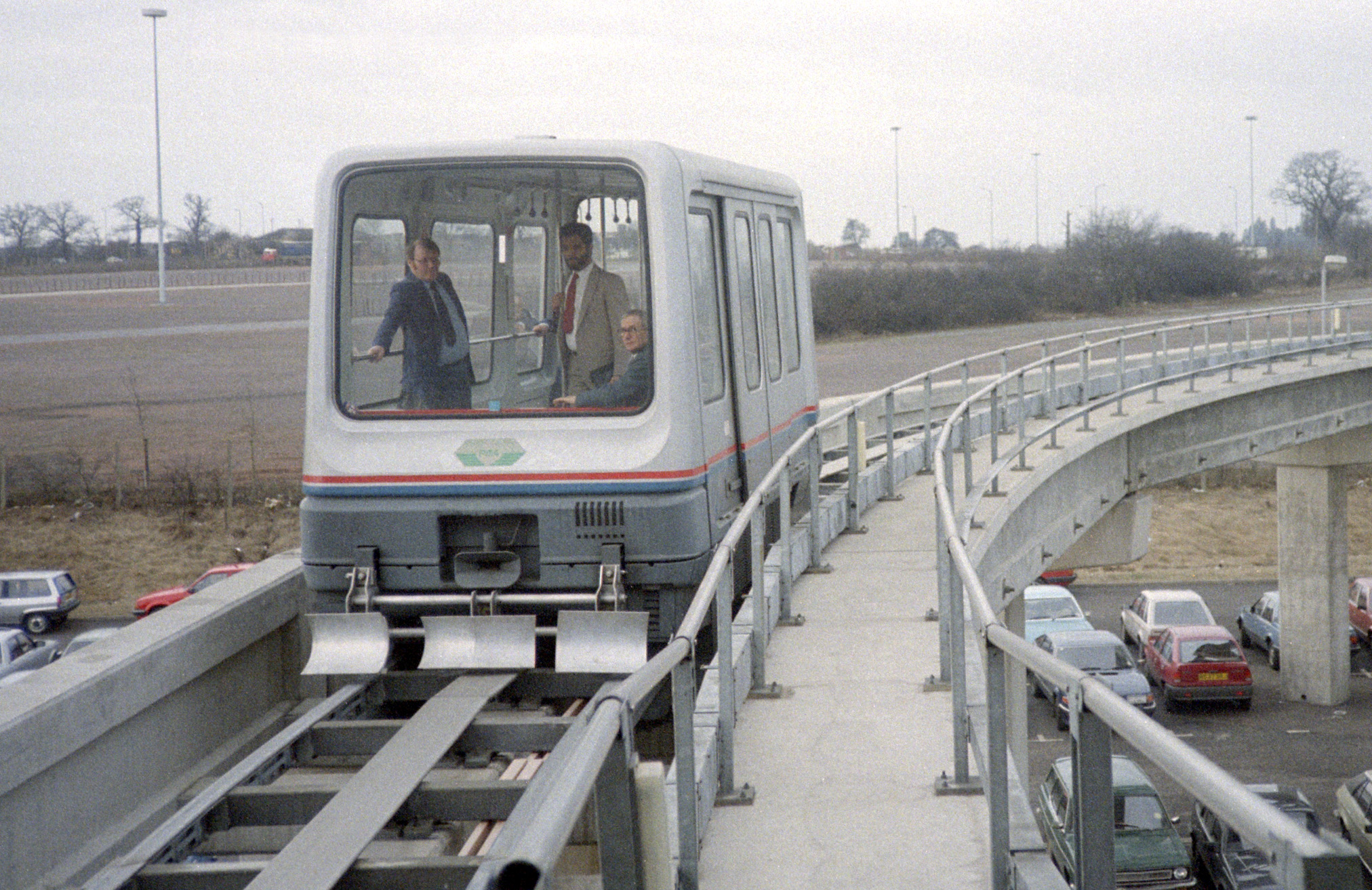
バーミンガムピープルムーバ

バーミンガムピープルムーバ（英語：Birmingham People Mover）は、イギリスのバーミンガム国際空港とバーミンガム国際展示場駅間を結んでいた磁気浮上式鉄道のこと。一般者向けの常設磁気浮上式鉄道としては、世界初でもあった。

## 概要
1970年代からイギリス国鉄が、5000人/時間程度の輸送量が見込める短距離交通機関として磁気浮上式鉄道の研究・開発を進めてきた。1984年8月にバーミンガム空港の移動手段として開業。バーミンガム国際展示場駅との間、約620mの単線2本のシャトル型。最高速度54km/h。
経営は順調だったが、電力システムの問題、交換用部品が入手困難となった問題などから、維持にかかる費用が高すぎるとして1995年に運行を停止した。その後はバスでの運行を行いつつ路線の再利用を模索していたが、2001年にケーブルカーの原理を利用した高速のケーブルライナーに転用する工事が始まり、2003年に開業している。

## 構造
浮上は電磁吸引支持方式で浮上量は約15mm。推進は車上一次のリニア誘導モータ。